# Unterseeboot 281
Le Unterseeboot 281 (ou U-281) est un sous-marin allemand (U-Boot) de type VII.C utilisé par la Kriegsmarine (marine de guerre allemande) pendant la Seconde Guerre mondiale.

## Historique
Mis en service le 27 février 1943, l'Unterseeboot 281 reçoit sa formation de base à Danzig au sein de la 8. Unterseebootsflottille jusqu'au 31 juillet 1943, puis l'U-281 intègre sa formation de combat à la base sous-marine de Saint-Nazaire avec la 7. Unterseebootsflottille. À la suite de l'avancée des forces Alliées en France et pour éviter sa capture, il est réaffecté à la 33. Unterseebootsflottille à Flensbourg à partir 10 novembre 1944.
L'Unterseeboot 281 a effectué quatre patrouilles dans lesquelles il n'a ni coulé, ni endommagé de navire au cours des 194 jours en mer.
En préparation de sa première patrouille, l'U-281 quitte le 14 septembre 1943 le port de Kiel sous les ordres de l'Oberleutnant zur See Heinz von Davidson pour rejoindre Hatvik (de) quatre jours plus tard, puis Bergen le 20 septembre 1943.
Il réalise sa première patrouille, quittant Bergen le 6 octobre 1943 toujours sous les ordres de l'Oberleutnant zur See Heinz von Davidson. 

Le lendemain, le 7 octobre 1943 à 19 h 10, l'U-281 est attaqué par un avion Consolidated B-24 Liberator à proximité du convoi ONS-20. L'U-Boot met en œuvre sa défense anti-aérienne (flak). Deux charges de profondeur sont lancées de l'avion mais rate sa cible. Trois membres d'équipage de l'U-281 sont blessés par mitraillage avant que l'U-Boot s'en échappe en plongée.

Après 52 jours en mer, il arrive à la base sous-marine de Saint-Nazaire le 26 novembre 1943.
Le 1er août 1944, l'Oberleutnant zur See Heinz von Davidson est promu au grade de Kapitänleutnant.
Pour sa quatrième et dernière patrouille, l'U-281 quitte la base sous-marine de La Rochelle (La Pallice) le 4 septembre 1944 toujours sous les ordres du Kapitänleutnant Heinz von Davidson. Après 56 jours en mer, il rejoint Kristiansand le 29 octobre 1944. Trois jours plus tard, le 2 novembre 1944, l'U-281 appareille pour Flensbourg qu'il atteint le 5 novembre 1944.
L'U-281 se rend aux forces alliées à Kristiansand-Süd en Norvège le 9 mai 1945.
Il est transféré à Loch Ryan en Écosse en vue de l'Opération Deadlight.

L'U-281 est coulé le 30 novembre 1945 à la position géographique de 55° 50′ N, 10° 05′ O

## Affectations successives
- 8. Unterseebootsflottille à Danzig du 27 février au 31 juillet 1943 (entrainement)
- 7. Unterseebootsflottille à Saint-Nazaire du 1er août 1943 au 9 novembre 1944 (service actif)
- 33. Unterseebootsflottille à Flensbourg du 10 novembre 1944 au 8 mai 1945 (service actif)

## Commandement
- Oberleutnant zur See, puis Kapitänleutnant Heinz von Davidson du 27 février 1943 au 9 mai 1945

## Patrouilles
|       | Commandant                | Départ            | Départ        | Arrivée           | Arrivée       | Jours     | Succès |
| ----- | ------------------------- | ----------------- | ------------- | ----------------- | ------------- | --------- | ------ |
|       | Oblt. Heinz von Davidson  | 14 septembre 1943 | Kiel          | 17 septembre 1943 | Hatvik        | 4 jours   |        |
|       | Oblt. Heinz von Davidson  | 20 septembre 1943 | Hatvik        | 20 septembre 1943 | Bergen        | 1 jour    |        |
| 1     | Oblt. Heinz von Davidson  | 6 octobre 1943    | Bergen        | 26 novembre 1943  | Saint-Nazaire | 52 jours  |        |
| 2     | Oblt. Heinz von Davidson  | 5 janvier 1944    | Saint-Nazaire | 5 mars 1944       | Saint-Nazaire | 61 jours  |        |
| 3     | Oblt. Heinz von Davidson  | 6 juin 1944       | Saint-Nazaire | 15 juin 1944      | Saint-Nazaire | 10 jours  |        |
|       | Kptlt. Heinz von Davidson | 9 août 1944       | Saint-Nazaire | 14 août 1944      | La Pallice    | 6 jours   |        |
| 4     | Kptlt. Heinz von Davidson | 4 septembre 1944  | La Pallice    | 29 octobre 1944   | Kristiansand  | 56 jours  |        |
|       | Kptlt. Heinz von Davidson | 2 novembre 1944   | Kristiansand  | 5 novembre 1944   | Flensbourg    | 4 jours   |        |
| Total | Total                     | Total             | Total         | Total             | Total         | 194 jours | 0 t    |

Note : Oblt. = Oberleutnant zur See - Kptlt. = Kapitänleutnant 

### Opérations Wolfpack
L'U-281 a opéré avec les Wolfpacks (meute de loups) durant sa carrière opérationnelle:
1. Schlieffen (16 octobre 1943 - 22 octobre 1943)
2. Siegfried (22 octobre 1943 - 27 octobre 1943)
3. Siegfried 2 (27 octobre 1943 - 30 octobre 1943)
4. Körner (30 octobre 1943 - 2 novembre 1943)
5. Tirpitz 3 (2 novembre 1943 - 8 novembre 1943)
6. Eisenhart 9 (9 novembre 1943 - 11 novembre 1943)
7. Rügen (14 janvier 1944 - 26 janvier 1944)
8. Hinein (26 janvier 1944 - 3 février 1944)
9. Igel 2 (3 février 1944 - 17 février 1944)
10. Hai 2 (17 février 1944 - 22 février 1944)
11. Preussen (22 février 1944 - 23 février 1944)

## Navires coulés
L'Unterseeboot 281 n'a ni coulé, ni endommagé de navire ennemi au cours des quatre patrouilles (179 jours en mer) qu'il effectua.